# Fallablemma
Genre
Fallablemma est un genre d'araignées aranéomorphes de la famille des Tetrablemmidae.

## Distribution
Les espèces de ce genre se rencontrent aux Samoa et en Indonésie.

## Liste des espèces
Selon World Spider Catalog (version 14.5, 2014) :
- Fallablemma castaneum (Marples, 1955)
- Fallablemma greenei Lehtinen, 1981

## Publication originale
- Shear, 1978 : Taxonomic notes on the armored spiders of the families Tetrablemmidae and Pacullidae. American Museum novitates, no 2650, p. 1-46 (texte intégral).